# Presa de Castro
La presa de Castro, también conocida como salto de Castro, es una obra de ingeniería hidroeléctrica construida en el curso medio del río Duero. Está situada a 4 km de la localidad de Castro de Alcañices, en la provincia de Zamora, Castilla y León, España.
Se sitúa en los conocidos como arribes del Duero, una profunda depresión geográfica que establece la frontera entre España y Portugal.
Al lado de la presa se localiza el poblado del Salto de Castro, levantado para dar vivienda a las familias de los empleados en el mantenimiento de la central hidroeléctrica. Con la automatización de la central, a finales de los años noventa, las viviendas quedaron abandonadas.
Forma parte del sistema Saltos del Duero junto con las infraestructuras instaladas en Aldeadávila, Almendra, Ricobayo, Saucelle y Villalcampo.